# Ушће Роне
Ушће Роне или Буш ди Рон (фр. Bouches-du-Rhône) департман је на југу Француске. Припада региону Прованса-Алпи-Азурна обала, а главни град департмана (префектура) је Марсељ. Департман Ушће Роне је означен редним бројем 13. Његова површина износи 5.087 км². По подацима из 2010. године у департману Ушће Роне је живело 1.972.018 становника, а густина насељености је износила 388 становника по км².
Овај департман је административно подељен на:
- 4 округа
- 57 кантона и
- 119 општина.

## Демографија
| 2011.     |
| --------- |
| 1.975.896 |